# Страстное
Страстное (укр. Страсне) — село, 
Новоивановский сельский совет,
Лозовский район,
Харьковская область.
Код КОАТУУ — 6323983504. Население по переписи 2001 года составляет 71 (31/40 м/ж) человек.

## Географическое положение
Село Страстное находится на расстоянии в 2,5 км от реки Малая Терновка (правый берег).
Рядом проходит железная дорога, в 1,5 км станция Страстной.
Рядом проходит автомобильная дорога Т-2107.

## История
- 1921 — дата основания.

## Экономика
- «Страстное», садовое товарищество.